# Moskva không tin những giọt nước mắt
Moskva không tin những giọt nước mắt (Tiếng Nga: Москва слезам не верит; Tiếng Anh: Moscow Does Not Believe in Tears) là một bộ phim tâm lí xã hội của hãng phim Mosfilm, Liên Xô, công chiếu năm 1980. Bộ phim này do Valentin Chernykh viết kịch bản và Vladimir Menshov đạo diễn. Hai vai chính do Vera Alentova và Aleksey Balatov đảm nhận. Bộ phim đã đoạt giải Giải thưởng của Viện Hàn lâm dành cho bộ phim nói tiếng nước ngoài hay nhất năm 1981.

## Lịch sử
Sau khi Chiến tranh Lạnh về cơ bản đã vãn hồi, tình hình kinh tế Liên bang Soviet đi từ ổn định đến tăng trưởng thặng dư nhất trong lịch sử khoảng cuối thập niên 1970. Giai đoạn này thường được gọi là Kỉ nguyên Brezhnev, mặc dù vẫn bị giễu là "trì trệ" như triết lí bộ phim truyền hình Số phận trớ trêu, hay Chúc xông hơi nhẹ nhõm ! (1974), nhưng chí ít đã tạo ra một thành phần xã hội ưu tú có đủ vốn sống vào đạo đức để kiến thiết mô hình xã hội chủ nghĩa tương lai. Vì thế, theo định hướng của nhà điện ảnh Vladimir Menshov, đề án Moskva không tin những giọt nước mắt lấy bối cảnh nước Nga những năm sau Đệ nhị Thế chiến với những con người bình dị nhất, mà hầu hết đều sinh trưởng ở những vùng quê nghèo khó rồi mới lên thành phố học tập và lập nghiệp.
Đề án điện ảnh của Mosfilm này tuy thuộc dòng kinh phí thấp nhưng tập hợp dàn tài tử rất hùng hậu, kể cả những người chỉ góp vài giây trong phim. Nó cũng đánh dấu sự khai sinh một dòng phim hoàn toàn mới và được giới phê bình coi là hướng đi rất mới cho nghệ thuật hiện thực xã hội chủ nghĩa vốn đã xói mòn trong vài năm cuối Lãnh Chiến. Đó là thân phận những thanh niên trí thức giàu khát vọng, có xuất thân rất tầm thường và đang trong quá trình hội nhập lối sống đô thị hiện đại. Đây được coi là bức chân dung đời nhất của hình thái xã hội công nghiệp. Vì thế, nội dung phim mặc dù gợn buồn nhưng không quá bi lụy, thậm chí có vẻ như hướng khán giả đến một tương lai mới xán lạn hơn.

## Nội dung
Phần một
Vào năm 1958, ba người phụ nữ trẻ tên là Katerina, Lyudmila và Antonina chuyển từ vùng quê lên sống trong một nhà tập thể dành cho công nhân ở thành phố Moskva. Antonina (Raisa Ryazanova) yêu Nikolai, một chàng trai rụt rè nhưng tốt bụng, bố mẹ chàng có một nhà dacha ở nông thôn. Còn Katerina (Vera Alentova) là một cô gái đứng đắn, chăm chỉ, làm việc tại nhà máy và đang mong kiếm được tấm bằng cao đẳng ngành hóa học. Katerina được người bà con giàu có ở Moskva nhờ trông nhà giúp. Lyudmila (Irina Muravyova), vốn tính xốc nổi và ưa chuyện yêu đương, xin Katerina cho ở cùng và năn nỉ cô tổ chức một bữa tiệc để gặp gỡ làm quen những người đàn ông thành đạt. Tại bữa tiệc này, Lyudmila quen Sergey, vận động viên khúc côn cầu nổi tiếng, còn Katerina quen Rudolf (Yuriy Vasilyev), một tay khéo ăn nói làm quay phim tại đài truyền hình địa phương. Tại đám cưới của Antonina và Nikolai, Lyudmila và Antonina biết tin Katerina đã có mang. Rudolf không chịu cưới Katerina, cô chấp nhận làm mẹ đơn thân, sinh ra con gái Aleksandra. Lyudmilla và Sergei kết hôn. 
Phần hai
Hai mươi năm sau, năm 1978, Katerina trở thành giám đốc điều hành của một nhà máy lớn, cô sống cùng con gái 20 tuổi tại một căn hộ xinh xắn. Katerina, Lyudmila và Antonina vẫn giữ quan hệ thân thiết. Lúc này, Lyudmila đã li dị Sergei, còn Antonina vẫn sống hạnh phúc với Nikolai.
Một buổi chiều nọ, khi Katerina đang trên chuyến tàu về nhà, cô gặp Gosha (Aleksey Batalov). Anh bắt chuyện với cô sau khi để ý thấy cô liếc nhìn đôi giày cáu bẩn của anh. Gosha là nhà chế tạo công cụ tài ba, làm việc ở một viện nghiên cứu nào đó, tài năng chế tạo công cụ của anh được các nhà khoa học đồng nghiệp đánh giá rất cao. Katerina nhận thấy người đàn ông này đủ sâu sắc để bắt đầu một mối quan hệ. Gosha thổ lộ quan điểm rằng người phụ nữ không nên kiếm nhiều tiền hơn chồng, do đó Katerina chỉ tiết lộ cô làm việc tại nhà máy mà không nói rõ mình là giám đốc. Khi mối quan hệ của hai người ngày càng tốt đẹp thì đột nhiên Rudolf tái xuất trong cuộc sống của Katerina. Rudolf nói muốn gặp con gái mình đã bỏ rơi, nhưng Katerina từ chối và nói thẳng cô không muốn gặp Rudolf thêm một lần nào nữa. Không mời mà đến, Rudolf đến căn hộ của Katerina. Rudolf kể cho Gosha và Alexsandra nghe về buổi quay phỏng vấn tại cơ quan của Katerina, rồi tiết lộ về cương vị của Katerina. Lòng kiêu hãnh của Gosha bị tổn thương, anh ngay lập tức rời khỏi căn hộ, mặc kệ Katerina ngăn cản. Katerina biết với tính khí của Gosha, anh sẽ không bao giờ trở lại.
Gosha biến mất khỏi cuộc đời Katerina, cô đau đớn tột cùng. Một tuần sau đó, Lyudmila, Antonina và Nikolai đến căn hộ của Katerina để an ủi cô. Nhờ những thông tin ít ỏi mà Katerina biết về Gosha, Nikolai đã tìm được Gosha đang uống rượu một mình tại nhà, đau khổ vì bị Katerina lừa dối. Nikolai uống rượu với Gosha và thành công thuyết phục Gosha trở về với Katerina. Trong bữa ăn đoàn viên, Katerina quan sát người thương và nói "Em đã đi tìm anh suốt một thời gian dài". "Tám ngày", Gosha đáp. Katerina nước mắt lưng tròng nhắc lại lời vừa nói "Em đã đi tìm anh suốt cả một thời gian dài".

## Kĩ thuật
Bộ phim được thực hiện tại sân quay Mosfilm và một số địa điểm nội đô Moskva vào năm 1979.

### Sản xuất
| Chức năng                  | Nhân sự                                                           |
| -------------------------- | ----------------------------------------------------------------- |
| Soạn nhạc                  | Sergey Nikitin                                                    |
| Nhiếp ảnh                  | Igor Slabnevich                                                   |
| Hiệu đính                  | Yelena Mikhaylova                                                 |
| Thiết kế chế tác           | Said Menyalshchikov                                               |
| Phục trang                 | Zhanna Melkonyan                                                  |
| Trang điểm                 | P. Kuzmina                                                        |
| Giám sát sản xuất          | Vitaliy Boguslavsky                                               |
| Phụ tá đạo diễn            | Vladimir Kuchinsky                                                |
| Hòa âm phối khí            | Mark Bronshteyn                                                   |
| Hiệu ứng đặc biệt          | Oksana Kazakova (họa sĩ trang trí), Yuriy Potapov (quay phối hợp) |
| Quay phim                  | Igor Bek, Anatoliy Dzhirkvelov                                    |
| Hòa nhạc                   | Emin Khachaturyan (nhạc trưởng) và Ban hợp xướng Mosfilm          |
| Soạn khúc                  | Yuriy Levitanskiy, Dmitriy Sukharyov, Yuriy Vizbor                |
| Hiệu đính kịch bản         | Lyudmila Tsitsina                                                 |
| Cố vấn kĩ thuật và pháp lí | V. Zamishlyayev, O. Zholondkovsky                                 |

### Diễn xuất
- Vera Alentova — Katerina "Katya" Aleksandrovna Tikhomirova
- Aleksey Batalov — Georgy "Gosha" Ivanovich, người tình Katya
- Irina Muravyova — Lyudmila "Lyuda" Sviridova
- Aleksandr Fatyushin — Sergey "Seryozha" Gurin, khúc côn cầu thủ, chồng cũ Lyuda
- Raisa Ryazanova — Antonina "Tosya" Buyanova
- Boris Smorchkov — Nikolay
- Yuriy Vasilev — Rodion "Rudolf" Rachkov, người tình cũ của Katya, cha Aleksandra
- Natalya Vavilova — Aleksandra - Katerina's Daughter
- Oleg Tabakov — Volodya
- Yevgeniya Khanayeva — Mẹ Rachkov
- Valentina Ushakova — Anna Nikitichna, mẹ Nikolay
- Viktor Uralskiy — Mikhail Ivanovich, cha Nikolay
- Zoya Fyodorova — Dì Pasha, quản lí chúng cư
- Liya Akhedzhakova — Olga Pavlovna, trưởng hội độc thân
- Tatyana Konyukhova — Nghệ sĩ
- Vladlen Paulus — Pyotr Lednev
- Innokentiy Smoktunovskiy — Nghệ sĩ
- Georgiy Yumatov — Nghệ sĩ
- Leonid Kharitonov — Nghệ sĩ
- Pavel Rudakov — Nghệ sĩ
- Veniamin Nechayev — Nghệ sĩ
- Boris Andreyev — Kì thủ domino
- Larisa Barabanova — Nhân viên tiệm bánh
- Garri Bardin — Kĩ sư trưởng xí nghiệp hóa chất
- Vladimir Basov — Anton Kruglov, phó chủ tịch công đoàn
- Irina Berezina — Irochka
- Mikhail Bocharov — Boris Aleksandrovich
- Aleksandr Borodyanskiy — Gosha's friend
- Anatoliy Chebotaryov — Anatoliy Grigoryevich
- Larisa Danilina — Cô dâu
- Aleksandra Danilova — Láng giềng Gosha
- Aleksandra Denisova — Láng giềng Gosha
- Galina Dobrovolskaya — Nhân viên tiệm bánh
- Aleksey Drozdov — Kì thủ domino
- Vladimir Firsov — Lữ khách
- Vladimir Gusev — Ông tướng
- Muza Krepkogorskaya — Vợ ông tướng
- Mikhail Kalinkin — Khách dự cưới
- Lyubov Kalyuzhnaya — Y tá
- Andrey Kartashov — Nhân viên hãng phim
- Ivetta Kiselyova — Margarita
- Yuriy Koblov — Gena
- Roman Kopeykin — Dân chơi
- Nikolay Kuznetsov — Nikolay Vasilyevich
- Viktor Lazarev — Khách thang máy
- Vladislav Matveyev — Vitya Rachkov
- Vladimir Menshov — Bạn Gosha
- Viktor Neznanov — Thi sĩ
- Sergey Nikitin — Người góp giọng
- Tatyana Nikitina — Người góp giọng
- Aleksandr Novikov — Thợ xây
- Eduard Ozeryanskiy — Nghệ sĩ
- Yuriy Perov — Bác sĩ Perov
- Aleksandr Petrov — Chủ tịch công đoàn
- Dmitriy Popov — Gena
- Yuriy Potyomkin — Khán giả
- Aleksandr Pyatkov — Nhạc công đám cưới
- Galina Samokhina — Khách mua bánh
- Natalya Sanko — Đồng nghiệp Katerina
- Nina Savishcheva — Marina
- Raisa Sazonova — Người ở trọ
- Vladislav Serdyuk — Khách uống rượu
- Aleksey Shubin — Con trai cả Antonina và Nikolay
- Mikhail Shubin — Con trai thứ Antonina và Nikolay
- Taysiya Shutova — Cô dâu
- Alfred Solyanov — Bạn Gosha
- Lyudmila Stoyanova — Lyudochka
- Nikolay Styrov — Dân chơi
- Igor Surovtsev — Khách dự cưới
- Ivan Turchenkov — Tiếp tân quầy rượu
- Yelena Volskaya — Vệ sĩ cao ốc
- Andrey Voznesensky — Nghệ sĩ
- Inna Vykhodtseva — Giám đốc đài truyền hình
- Gennadiy Yalovich — Dima
- Yuriy Zayev — Khách dự cưới
- Aleksandr Zhiltsov — Nikita, bạn Aleksandr
- Tatyana Zhukova-Kirtbaya — Polina
- Mikhail Zimin — Giáo sư Tikhomirov

## Hậu trường

### Âm nhạc
- Jamaica by Robertino
- Les Routiers by Yves Montand
- Besame Mucho
- Satirical couplets ("The Diplomatic Couplets") from c.1954 by Pavel Rudakov and Veniamin Nechaev
- Daddy Cool by Boney M
- Давай закурим (Let's take -a smoke) by Klavdiya Shulzhenko
- Александра (Aleksandra) by Sergey Nikitin and Tatyana Nikitina
- Диалог у новогодней ёлки (Dialogue by the New Year tree) by Sergey Nikitin and Tatyana Argentina

### Vinh dự
| Giải                          | Hạng mục                           | Đề cử cho        | Kết quả   |
| ----------------------------- | ---------------------------------- | ---------------- | --------- |
| Giải thưởng Viện Hàn lâm      | Phim nói tiếng nước ngoài hay nhất | Liên Xô          | Đoạt giải |
| Liên hoan phim Quốc tế Berlin | Gấu vàng                           | Vladimir Menshov | Đề cử     |

## Phong hóa
Trên 93 triệu người Liên Xô đã xem phim này tại rạp, giúp bộ phim này trở thành một trong những phim thành công nhất trong lịch sử điện ảnh Liên Xô. Năm 2021, một cuộc khảo sát do Trung tâm Nghiên cứu Quan điểm Công chúng Nga tiến hành đã chọn bộ phim này là phim Liên Xô hay nhất mọi thời đại (đối với khán giả Nga). Phim hiện đang giữ mức điểm đánh giá 8.1/10 trên IMDb.
Tổng thống Mỹ Ronald Reagan đã xem bộ phim này vài lần trước khi gặp mặt Tổng thư kí Trung ương Đảng Cộng sản Liên Xô Mikhail Gorbachyov, với mục đích hiểu "tâm hồn người Nga" rõ hơn.
- Москва слезам не верит, được chính thức dịch thành "Moskva không tin vào những giọt nước mắt (Moscow Does Not Believe in Tears)", nhưng chính xác hơn nên dịch là "Moskva không đặt lòng tin vào nước mắt (Moscow puts no faith in tears)" hoặc "Nước mắt không làm mủi lòng Moskva (Moscow is unmoved by tears), là một thành ngữ Nga có nghĩa là "đừng kêu ca phàn nàn, tự mình giải quyết vấn đề đi".
- Valentin Chernykh thừa nhận rằng hồi đó ông đã nhận nhiều lời đề nghị từ Hollywood, nhưng ông từ chối tất cả, vì nghĩ rằng bất cứ nỗ lực nào nhằm làm lại bộ phim này đều sẽ thất bại.
- Vitaly Solomin, Vyacheslav Tikhonov, Oleg Yefremov, và Leonid Dyachkov đều đi thử vai Gosha, tuy nhiên đạo diễn phim không chọn ai cả. Ông thậm chí còn định tự mình thủ vai Gosha, nhưng rồi ông đã thấy Aleksey Batalov trong phim My Dear Man trên truyền hình.
- Tìm được diễn viên phù hợp cho vai Katerina cũng rất khó. Nhiều diễn viên nữ nổi tiếng như Anastasiya Vertinskaya, Zhanna Bolotova, Irina Kupchenko, Natalya Sayko, Valentina Telichkina và Margarita Terekhova đều đã thử vai nhưng phần lớn họ không thích kịch bản phim, cuối cùng vai diễn đã được giao cho vợ của đạo diễn, Vera Alentova.

## Liên kết

### Tư liệu
- Moskva không tin những giọt nước mắt : Trang chủ
- В чём суть фразы «Москва слезам не верит» // «Русская семёрка»